# Statistiche e record dell'Associazione Sportiva Gubbio 1910
Sono riportate in questa pagina le statistiche e record dell'Associazione Sportiva Gubbio 1910, società calcistica italiana con sede a Gubbio.
Fonti,,,

## Partecipazione ai campionati

### Campionati nazionali
Il Gubbio ha disputato per 57 volte campionati nazionali, di cui: una sola volta nazionale (unico girone) nel 2011-2012 e 56 interregionali (diviso in gironi), 34 volte campionati professionistici e 23 dilettantistici.
| Livello | Categoria                       | Partecipazioni | Debutto   | Ultima stagione | Totale |
| ------- | ------------------------------- | -------------- | --------- | --------------- | ------ |
| 2º      | Serie B                         | 2              | 1947-1948 | 2011-2012       | 2      |
| 3º      | Serie C                         | 13             | 1938-1939 | 2023-2024       | 18     |
| 3º      | Lega Pro Prima Divisione        | 3              | 2010-2011 | 2013-2014       | 18     |
| 3º      | Lega Pro                        | 2              | 2015-2016 | 2016-2017       | 18     |
| 4º      | Campionato Interregionale       | 1              | 1958-1959 | 1958-1959       | 28     |
| 4º      | Serie D                         | 10             | 1959-1960 | 2015-2016       | 28     |
| 4º      | Serie C2                        | 15             | 1987-1988 | 2007-2008       | 28     |
| 4º      | Lega Pro Seconda Divisione      | 2              | 2008-2009 | 2009-2010       | 28     |
| 5º      | Serie D                         | 1              | 1978-1979 | 1978-1979       | 12     |
| 5º      | Campionato Interregionale       | 6              | 1981-1982 | 1986-1987       | 12     |
| 5º      | Campionato Nazionale Dilettanti | 5              | 1992-1993 | 1997-1998       | 12     |

Da notare che nel 1940-1941 venne iniziato il campionato di Serie C e poi, dopo averlo abbandonato per cause belliche dopo una sola partita, la squadra proseguì la stagione con il campionato regionale di Prima Divisione Umbra.

### Campionati regionali
Il Gubbio ha disputato per 31 volte campionati regionali di tipo dilettantistico.
| Livello | Categoria             | Partecipazioni | Debutto   | Ultima stagione | Totale |
| ------- | --------------------- | -------------- | --------- | --------------- | ------ |
| I       | Terza Divisione       | 1              | 1929-1930 | 1929-1930       | 27     |
| I       | Seconda Divisione     | 2              | 1931-1932 | 1932-1933       | 27     |
| I       | Prima Divisione       | 5              | 1935-1936 | 1951-1952       | 27     |
| I       | Promozione            | 10             | 1952-1953 | 1980-1981       | 27     |
| I       | Campionato Dilettanti | 1              | 1957-1958 | 1957-1958       | 27     |
| I       | Prima Categoria       | 7              | 1961-1962 | 1968-1969       | 27     |
| I       | Eccellenza            | 1              | 1996-1997 | 1996-1997       | 27     |
| II      | Terza Divisione       | 3              | 1930-1931 | 1934-1935       | 4      |
| II      | Seconda Divisione     | 1              | 1936-1937 | 1936-1937       | 4      |

Oltre a questi, nella stagione 1928-1929 venne disputato anche un campionato giovanile regionale organizzato dall'ULIC, mentre tra il 1941 e il 1945, durante la sospensione delle attività calcistiche per cause belliche, vennero disputati campionati non ufficiali di carattere regionale. Da notare invece che nel 1940-1941 venne iniziato il campionato di Serie C e poi, dopo averlo abbandonato per cause belliche dopo una sola partita, la squadra proseguì la stagione con il campionato regionale di Prima Divisione Umbra.

### Partecipazione alle coppe
Il Gubbio ha disputato per 59 volte diversi tipi di coppe, di cui: 28 volte coppe professionistiche e 31 dilettantistiche, 57 volte coppe nazionali, una regionale e una del Centro Italia.
| Competizione                              | Partecipazioni | Debutto   | Ultima stagione | Totale |
| ----------------------------------------- | -------------- | --------- | --------------- | ------ |
| Coppa dell'Italia Centrale                | 1              | 1937-1938 | 1937-1938       | 1      |
| Coppa Italia                              | 8              | 1938-1939 | 2017-2018       | 8      |
| Coppa Italia Serie C                      | 19             | 1987-1988 | 2023-2024       | 28     |
| Coppa Italia Lega Pro                     | 9              | 2008-2009 | 2016-2017       | 28     |
| Supercoppa di Lega di Prima Divisione     | 1              | 2011      | 2011            | 1      |
| Coppa Italia Serie D                      | 1              | 2015-2016 | 2015-2016       | 1      |
| Poule Scudetto                            | 3              | 1957-1958 | 2015-2016       | 3      |
| Coppa Italia Dilettanti                   | 21             | 1966-1967 | 1986-1987       | 21     |
| Coppa Italia Dilettanti (Fase C.N.D.)     | 5              | 1992-1993 | 1997-1998       | 5      |
| Coppa Italia Dilettanti (Fase Eccellenza) | 1              | 1996-1997 | 1996-1997       | 1      |
| Coppa Italia Dilettanti Umbria            | 1              | 1996-1997 | 1996-1997       | 1      |

Da notare che nelle stagioni 2010-2011, 2012-2013, 2013-2014 e 2017-2018 sono state disputate sia la Coppa Italia Serie C che la Coppa Italia, in virtù del fatto che le squadre appartenenti ai campionati di Serie C eliminate dalla coppa maggiore, vengono ammesse di diritto a quella di Serie C.

## Statistiche di squadra
Statistiche aggiornate all'8 gennaio 2014

### Bilancio incontri
Sono esclusi dal conteggio gli spareggi e le gare dei play-off.
Aggiornato al termine della stagione 2012-2013
| Competizione                                           | G   | V   | N   | P   | GF  | GS  |
| ------------------------------------------------------ | --- | --- | --- | --- | --- | --- |
| Serie B                                                | 76  | 16  | 16  | 44  | 75  | 138 |
| Serie C                                                | 143 | 38  | 32  | 73  | 148 | 253 |
| Lega Pro Prima Divisione                               | 64  | 31  | 13  | 20  | 80  | 71  |
| Serie C2/Lega Pro Seconda Divisione                    | 586 | 200 | 208 | 178 | 582 | 525 |
| Serie D (denominata negli anni con diversi altri nomi) | 722 | 232 | 248 | 242 | 705 | 759 |
| Massimo livello regionale                              | ?   | ?   | ?   | ?   | ?   | ?   |
| Secondo livello regionale                              | ?   | ?   | ?   | ?   | ?   | ?   |
| Coppa Italia                                           | 9   | 2   | 2   | 5   | 14  | 33  |
| Supercoppa di Lega di Prima Divisione                  | 2   | 0   | 1   | 1   | 1   | 2   |
| Coppa Italia Serie C/Coppa Italia Lega Pro             | ?   | ?   | ?   | ?   | ?   | ?   |
| Poule scudetto                                         | 4   | 1   | 1   | 2   | 4   | 5   |
| Coppa Italia Dilettanti                                | ?   | ?   | ?   | ?   | ?   | ?   |
| Coppa dell'Italia Centrale                             | ?   | ?   | ?   | ?   | ?   | ?   |

### Migliori piazzamenti nelle competizioni
- 17º posto nella Serie B 1947-1948 a tre gironi (70º miglior titolo sportivo nazionale) e 21º posto nella Serie B 2011-2012 a girone unico (41º miglior titolo sportivo nazionale).
- Il Gubbio ha vinto almeno una volta in tutti gli altri campionati a cui ha partecipato ad eccezione della Serie C2 (o Lega Pro Seconda Divisione) in cui ha ottenuto come massimo risultato la promozione come terza classificata tramite play-off nel 2009-2010. Ha vinto infatti i campionati di: Serie C nel 1946-1947, Lega Pro Prima Divisione (precedentemente chiamata Serie C1) nel 2010-2011, Serie D (denominata negli anni con diversi altri nomi) nel 1957-1958, 1986-1987, 1997-1998 e 2015-2016, Massimo livello regionale nel 1964-1965, 1968-1969, 1977-1978 e 1996-1997, e Secondo livello regionale nel 1936-1937.
- Sedicesimi di finale in Coppa Italia 2011-2012.
- Finale in Supercoppa di Lega di Prima Divisione 2011 (unica partecipazione).
- Semifinale in Coppa Italia Lega Pro 2009-2010.
- Sedicesimi di finale in Coppa Italia Serie D 2015-2016 (unica partecipazione).
- Semifinale della Poule Scudetto 2015-2016.
- Semifinale in Coppa Italia Dilettanti 1977-1978.
- Semifinale in Coppa Italia Dilettanti (Fase C.N.D.) 1993-1994[5].
- Semifinale in Coppa Italia Dilettanti (Fase Eccellenza) 1996-1997 (unica partecipazione).
- Vittoria in Coppa Italia Dilettanti Umbria 1996-1997[2] (unica partecipazione).
- Partecipazione alla Coppa dell'Italia Centrale 1937-1938[1] (unica partecipazione).

### Dettagli dei campionati con i 3 punti per vittoria
| Stagione  | Camp.   | Pos. | G  | V  | N  | P  | GF | GS | Pt | Verdetto   |
| --------- | ------- | ---- | -- | -- | -- | -- | -- | -- | -- | ---------- |
| 1995-1996 | C.N.D.  | 18º  | 34 | 3  | 13 | 18 | 17 | 47 | 22 | Retrocesso |
| 1996-1997 | Eccell. | 1º   | 30 | 19 | 8  | 3  | 49 | 16 | 65 | Promosso   |
| 1997-1998 | C.N.D.  | 1º   | 34 | 20 | 11 | 3  | 53 | 19 | 71 | Promosso   |
| 1998-1999 | C2      | 7º   | 34 | 12 | 15 | 7  | 36 | 29 | 51 | -          |
| 1999-2000 | C2      | 11º  | 34 | 9  | 14 | 11 | 26 | 36 | 41 | -          |
| 2000-2001 | C2      | 12º  | 34 | 9  | 12 | 13 | 30 | 36 | 39 | -          |
| 2001-2002 | C2      | 7º   | 34 | 14 | 11 | 9  | 42 | 26 | 53 | -          |
| 2002-2003 | C2      | 3º   | 34 | 14 | 14 | 6  | 34 | 24 | 56 | Play-off   |
| 2003-2004 | C2      | 5º   | 34 | 11 | 16 | 7  | 34 | 32 | 49 | Play-off   |
| 2004-2005 | C2      | 6º   | 38 | 16 | 12 | 10 | 45 | 39 | 60 | -          |
| 2005-2006 | C2      | 11º  | 34 | 10 | 13 | 11 | 33 | 32 | 43 | -          |
| 2006-2007 | C2      | 11º  | 34 | 10 | 11 | 13 | 32 | 37 | 41 | -          |
| 2007-2008 | C2      | 10º  | 34 | 11 | 10 | 13 | 42 | 37 | 43 | -          |
| 2008-2009 | Pro 2   | 7º   | 34 | 11 | 11 | 12 | 36 | 35 | 44 | -          |
| 2009-2010 | Pro 2   | 3º   | 34 | 15 | 10 | 9  | 40 | 27 | 55 | Promosso   |
| 2010-2011 | Pro 1   | 1º   | 34 | 20 | 6  | 8  | 48 | 31 | 65 | Promosso   |
| 2011-2012 | B       | 21º  | 42 | 7  | 11 | 24 | 37 | 69 | 32 | Retrocesso |
| 2012-2013 | Pro 1   | 7º   | 30 | 11 | 7  | 12 | 32 | 40 | 40 | -          |
| 2013-2014 | Pro 1   | 12º  | 32 | 10 | 10 | 12 | 34 | 44 | 40 | -          |
| 2014-2015 | Pro     | 16º  | 38 | 10 | 13 | 15 | 46 | 51 | 43 | Retrocesso |
| 2015-2016 | D       | 1º   | 34 | 23 | 5  | 6  | 54 | 29 | 74 | Promosso   |
| 2016-2017 | Pro     | 6º   | 38 | 17 | 7  | 14 | 44 | 49 | 58 | Play-off   |
| 2017-2018 | C       | 15º  | 34 | 9  | 9  | 16 | 34 | 46 | 36 | -          |
| 2018-2019 | C       | 12º  | 38 | 9  | 17 | 12 | 35 | 45 | 44 | -          |
| 2019-2020 | C       | 15º  | 27 | 5  | 13 | 9  | 23 | 31 | 28 | -          |

### Record
- Il Gubbio è una della uniche tre squadre umbre ad aver raggiunto la Serie B (o comunque il secondo livello del campionato italiano), insieme a Perugia e Ternana.
- Il Gubbio nella stagione 2011-2012 in cui disputò la Serie B, fu la squadra umbra al livello più alto del campionato italiano.
- Il Gubbio è riuscito a vincere in una competizione ufficiale contro una squadra militante in Serie A, mentre il Gubbio disputava invece la Serie B. Questo è avvenuto nel terzo turno della Coppa Italia 2011-2012, quando la squadra rossoblu andò a vincere in trasferta per 3-4 contro l'Atalanta, con i gol di Niccolò Giannetti (doppietta), Silvano Raggio Garibaldi e un autogol bergamasco. Questa è stata inoltre l'unica volta che il Gubbio ha incontrato una squadra di Serie A.
- Il Gubbio è la prima squadra umbra ad aver partecipato alla Supercoppa di Lega di Prima Divisione: 2011.
- Il Gubbio è l'unica squadra umbra ad aver vinto i play-off della Serie C2 (o Lega Pro Seconda Divisione): 2009-2010.
- Il Gubbio è la squadra umbra ad aver partecipato a più stagioni della Serie C2 (o Lega Pro Seconda Divisione): 17.
- Il Gubbio è la settima squadra in Italia (prima in Umbria) per numero di partecipazioni consecutive alla Serie C2 (o Lega Pro Seconda Divisione): 12.
- Il Gubbio è la prima squadra umbra ad aver partecipato più volte alla Coppa Italia Serie C (o Coppa Italia Lega Pro): 25.
- Il Gubbio è una della uniche quattro squadre umbre ad aver partecipato alla Poule Scudetto del massimo campionato dilettantistico, insieme a Foligno, Perugia e Castel Rigone: tutte una partecipazione.
- Il Gubbio non ha mai disputato play-out nei campionati dilettantistici (unica squadra umbra), mentre ne ha disputato uno nei campionati professionistici nella stagione 2014-2015 quando venne sconfitto (e retrocesso in Serie D) dopo il doppio confronto con il Savona.
- Il Gubbio è la squadra umbra ad aver partecipato più volte ai play-off della Serie C2 (o Lega Pro Seconda Divisione): 3.
- Il Gubbio è la squadra umbra (insieme al Perugia) che attualmente manca da più anni dai campionati del secondo livello regionale, disputando sempre campionati di livello superiore: l'ultima stagione disputata risale al 1936-1937. Da notare però che la Ternana non ha mai disputato campionati al di sotto del massimo livello regionale.
- Il Gubbio è la seconda squadra umbra (solo dopo il Città di Castello e a pari merito con il Perugia e il Foligno) ad aver vinto più volte il massimo campionato dilettantistico: 2.
- Il Gubbio è il primo e uno degli unici sette club ad essere riuscito a vincere nella stessa stagione il campionato di Eccellenza Umbria e la Coppa Italia Dilettanti Umbria.
- Il Gubbio è il club con la percentuale più alta nel rapporto partecipazioni/edizioni vinte in Eccellenza Umbria: ha vinto infatti l'unica stagione disputata.
- Nel massimo campionato regionale umbro di Prima Categoria 1964-1965, il Gubbio vinse terminando l'intero campionato imbattuto con ben 49 punti (la vittoria prevedeva ancora i 2 punti), 21 vittorie e 7 pareggi, e totalizzando 72 gol fatti e solo 14 subiti[3]. Nel totale di 28 partite la squadra ottenne quindi la media di 1,75 punti (con i tre punti a vittoria sarebbe di 2,5 punti) e 2,6 gol fatti per partita, subendo solo un gol ogni 2 partite.
- Nel Campionato Nazionale Dilettanti 1997-1998, il 22 marzo 1998 il Gubbio è la prima squadra calcistica italiana a festeggiare la promozione nei campionati di tutte le categorie[6]. Bastarono infatti solo le prime 29 partite su 34 totali per festeggiare la vittoria del girone, nelle quali subì solo 14 gol, per una media di meno di un gol ogni 2 partite[4].

### Le finali e gli spareggi disputati
| Data            | Competizione                                                                             | Stadio                                               | Ospitante                  | Ospite                     | Risultato     | Marcatori                                                |
| --------------- | ---------------------------------------------------------------------------------------- | ---------------------------------------------------- | -------------------------- | -------------------------- | ------------- | -------------------------------------------------------- |
| 11 maggio 1947  | Serie C (Lega Interregionale Centro) 1946-1947 Spareggio qualificazione alla fase finale | Stadio Tonino Benelli, Pesaro                        | Gubbio - Baracca Lugo      | Gubbio - Baracca Lugo      | 2-0           | Baccarini (G), ?                                         |
| 20 maggio 1956  | Promozione Umbria 1955-1956 Spareggio promozione                                         | Comunale di Porta Romana, Foligno (PG)               | Gubbio - Bastia            | Gubbio - Bastia            | 0-1           | 66' Minelli (B)                                          |
| 11 giugno 1961  | Serie D 1960-1961 Spareggio salvezza                                                     | Stadio Dorico, Ancona                                | Gubbio - Città di Castello | Gubbio - Città di Castello | 1-2           | Checchi (C) (gol del 2-0), ?                             |
| 4 giugno 1967   | Prima Categoria Umbria 1966-1967 Spareggio promozione                                    | Stadio Santa Giuliana, Perugia                       | Gubbio - Orvietana         | Gubbio - Orvietana         | 2-2* monetina | Berettini (G) (gol del 1-1), Picchi (G) (gol del 2-2), ? |
| 23 giugno 1968  | Prima Categoria Umbria 1967-1968 Spareggio promozione (successivamente annullato)        | Comunale Alberto Checcarini, Marsciano (PG)          | Gubbio - Angelana          | Gubbio - Angelana          | 2-0           | Cecchini (G), Ferrari (G)                                |
| 17 maggio 1986  | Interregionale 1985-1986 Spareggio a 3 per la promozione                                 | Stadio Goffredo Bianchelli, Senigallia (AN)          | Gubbio - Vis Pesaro        | Gubbio - Vis Pesaro        | 0-1           | Cangini (P)                                              |
| 21 maggio 1986  | Interregionale 1985-1986 Spareggio a 3 per la promozione                                 | Stadio Goffredo Bianchelli, Senigallia (AN)          | Gubbio - Riccione          | Gubbio - Riccione          | 2-0           | Camborata (G), Proietto (G)                              |
| 17 maggio 1987  | Interregionale 1986-1987 Spareggio promozione                                            | Stadio Renato Curi, Perugia                          | Gubbio - Poggibonsi        | Gubbio - Poggibonsi        | 1-0           | 112' Zoppis (G)                                          |
| 2 febbraio 1997 | Coppa Umbria Eccellenza 1996-1997 Finale                                                 | Stadio Enzo Blasone, Foligno (PG)                    | Gubbio - Cesi              | Gubbio - Cesi              | 2-1           | 28' Martinetti (G), 77' Plini (C), 118' Bignone (G)      |
| 8 giugno 2003   | Serie C2 2002-2003 Andata finale play-off                                                | Stadio Pietro Barbetti, Gubbio (PG)                  | Gubbio                     | Rimini                     | 0-1           | 15' Bordacconi (R) rig.                                  |
| 15 giugno 2003  | Serie C2 2002-2003 Ritorno finale play-off                                               | Stadio Romeo Neri, Rimini                            | Rimini                     | Gubbio                     | 0-0           |                                                          |
| 6 giugno 2010   | Lega Pro Seconda Divisione 2009-2010 Andata finale play-off                              | Stadio Pietro Barbetti, Gubbio (PG)                  | Gubbio                     | San Marino                 | 2-0           | 10' Rivaldo (G), 53' Gomez (G)                           |
| 13 giugno 2010  | Lega Pro Seconda Divisione 2009-2010 Ritorno finale play-off                             | Stadio Olimpico di Serravalle, San Marino            | San Marino                 | Gubbio                     | 0-2           | 14' Marotta (G) rig., 62' Casoli (G)                     |
| 21 maggio 2011  | Supercoppa di Lega di Prima Divisione Andata                                             | Stadio Pietro Barbetti, Gubbio (PG)                  | Gubbio                     | Nocerina                   | 1-1           | 72' Daud (G), 90'+3' Marsili (N)                         |
| 26 maggio 2011  | Supercoppa di Lega di Prima Divisione Ritorno                                            | Stadio San Francesco d'Assisi, Nocera Inferiore (SA) | Nocerina                   | Gubbio                     | 1-0           | 87' Castaldo (N)                                         |
| 23 maggio 2015  | Lega Pro 2014-2015 Andata play-out                                                       | Stadio Valerio Bacigalupo, Savona                    | Savona                     | Gubbio                     | 2-1           | 36' Demartis (S), 37' Sanna (S) 90' Casiraghi (G)        |
| 30 maggio 2015  | Lega Pro 2014-2015 Ritorno play-out                                                      | Stadio Pietro Barbetti, Gubbio (PG)                  | Gubbio                     | Savona                     | 1-1           | 3' Carta (S), 25' Rosato (G)                             |

Oltre a questi elencati, il Gubbio disputò per due volte gironi finali per ottenere la promozione nel 1930-1931 e nel 1946-1947, dove in entrambi i casi colse la promozione:
|  |    | III Divisione Umbria 1930-1931 Gir. Finale | Pt | G | V | N | P | GF | GS |
|  | -- | ------------------------------------------ | -- | - | - | - | - | -- | -- |
|  | 1. | Orvietana                                  | 6  | 4 | 2 | 2 | 0 | 9  | 2  |
|  | 2. | Gubbio                                     | 3  | 4 | 1 | 1 | 2 | 6  | 7  |
|  | 2. | Nestor                                     | 3  | 4 | 1 | 1 | 2 | 4  | 10 |
|  |    | Ascesi                                     | -  | - | - | - | - | -  | -  |

|  |    | Serie C (Lega Centro) 1946-1947 Gir. Finale | Pt | G  | V | N | P | GF | GS |
|  | -- | ------------------------------------------- | -- | -- | - | - | - | -- | -- |
|  | 1. | Centese                                     | 12 | 10 | 5 | 2 | 3 | 21 | 12 |
|  | 1. | Gubbio                                      | 12 | 10 | 6 | 0 | 4 | 18 | 22 |
|  | 3. | Grosseto                                    | 11 | 10 | 5 | 1 | 4 | 31 | 12 |
|  | 3. | Maceratese                                  | 11 | 10 | 5 | 1 | 4 | 19 | 23 |
|  | 5. | Massese                                     | 8  | 10 | 3 | 2 | 5 | 14 | 23 |
|  | 6. | Civita Castellana                           | 6  | 10 | 3 | 0 | 7 | 17 | 28 |

### Statistiche dei campionati professionistici
Nei 34 campionati interregionali professionistici disputati (di cui nazionale solo nel 2011-2012) il Gubbio ha ottenuto: 2 vittorie del campionato (di cui una tramite spareggio nel 1946-1947), 3 promozioni (di cui due tramite play-off finali nel 1946-1947 e 2009-2010), 5 retrocessioni, 2 retrocessioni con ripescaggio nel 1938-1939 e 1945-1946, e un ritiro per cause belliche nel 1940-1941. In altre 2 occasioni ha partecipato ai play-off finali senza però ottenere la promozione nel 2002-2003 e 2003-2004, e ha inoltre partecipato a una finale play-out per la salvezza. In una sola occasione infine è stato necessario uno spareggio nel 1946-1947 quando il Gubbio vinse ed acquisì il diritto all'accesso per la fase finale per la promozione.
Le partite record:
Mancano molti risultati nei campionati di Serie C 1945-1946, 1946-1947 e 1948-1949
- Miglior vittoria: Gubbio-Scafatese 6-0 in Serie B 1947-1948
- Peggior sconfitta: Vis Pesaro-Gubbio 9-0 in Serie C 1938-1939 e Arsenaltaranto-Gubbio 9-0 in Serie B 1947-1948
- Miglior vittoria fuori casa: Sassuolo-Gubbio 1-4 in Serie C2 2001-2002 (ultima)
- Peggior sconfitta in casa: Gubbio-Vis Pesaro 0-5 in Serie C 1938-1939 e Gubbio-Perugia 0-5 in Lega Pro Prima Divisione 2013-2014
- Partita con più gol: Vis Pesaro-Gubbio 9-0 in Serie C 1938-1939 e Arsenaltaranto-Gubbio 9-0 in Serie B 1947-1948

Campionati con 3 punti per vittoria (cioè dal 1998-1999 al 2019-2020):
- Miglior vittoria: Gubbio-Grosseto 4-0 in Serie B 2011-2012 (ultima)
- Peggior sconfitta: Torino-Gubbio 6-0 in Serie B 2011-2012 (ultima)
- Miglior vittoria fuori casa: Sassuolo-Gubbio 1-4 in Serie C2 2001-2002 (ultima)
- Peggior sconfitta in casa: Gubbio-Perugia 0-5 in Lega Pro Prima Divisione 2013-2014
- Partita con più gol: Catanzaro-Gubbio 5-2 in Lega Pro Prima Divisione 2012-2013 (ultima)
- Miglior serie di vittorie consecutive: 8 in Lega Pro Prima Divisione 2010-2011 (dal 7 novembre 2010 in Bassano-Gubbio 0-1, al 9 gennaio 2011 in Südtirol-Gubbio 0-2)
- Miglior serie di gare utili consecutive nello stesso campionato: 11 in Lega Pro Prima Divisione 2010-2011 (dal 23 gennaio 2011 in Gubbio-Spezia 2-1, al 23 aprile 2011 in Gubbio-Lumezzane 1-0)
- Miglior serie di gare utili consecutive in campionati diversi: 11 in Serie C2 2002-2003 (dal 19 aprile 2003 in Gubbio-Gualdo 1-1) e Serie C2 2003-2004 (al 12 ottobre 2003 in Gubbio-Fano 2-1)
- Peggior serie di partite senza vittorie consecutive nello stesso campionato: 9 in Serie B 2011-2012 (dall'11 febbraio 2012 in Varese-Gubbio 1-0, al 14 aprile 2012 Gubbio-Vicenza 1-1)
- Peggior serie di partite senza vittorie consecutive in campionati diversi: 9 in Lega Pro Prima Divisione 2010-2011 (dal 15 maggio 2011 in Salernitana-Gubbio 2-1) e Serie B 2011-2012 (al 5 ottobre 2011 in Brescia-Gubbio 2-2)
- Peggior serie di sconfitte consecutive nello stesso campionato: 5 in Lega Pro Prima Divisione 2012-2013 (dal 22 dicembre 2012 in Catanzaro-Gubbio 5-2, al 3 febbraio 2013 in Pisa-Gubbio 1-0)
- Peggior serie di sconfitte consecutive in campionati diversi: 5 in Serie C2 2006-2007 (dal 13 maggio 2007 in Gubbio-Bellaria 0-1) e Serie C2 2007-2008 (al 16 settembre 2007 in Gubbio-Viareggio 0-1), e 5 in Lega Pro Prima Divisione 2010-2011 (dal 15 maggio 2011 in Salernitana-Gubbio 2-1) e Serie B 2011-2012 (al 10 settembre 2011 Gubbio-Reggina 1-3)

Campionati a 18 squadre con 3 punti per vittoria (cioè dal 1998-1999 al 2010-2011, escluso il 2004-2005 che fu a 20 squadre):
- Miglior Capocannoniere: Alessandro Marotta con 20 gol stagionali (21 con i play-off) in Lega Pro Seconda Divisione 2009-2010[4]
- Miglior punteggio: 65 punti (con 1 punto di penalizzazione) in Lega Pro Prima Divisione 2010-2011
- Peggior punteggio: 39 punti in Serie C2 2000-2001
- Miglior posizionamento in classifica: 1° in Lega Pro Prima Divisione 2010-2011
- Peggior posizionamento in classifica: 13° in Serie C2 1999-2000 e in Serie C2 2005-2006
- Maggior numero di vittorie: 20 in Lega Pro Prima Divisione 2010-2011
- Minor numero di vittorie: 9 in Serie C2 1999-2000 e in Serie C2 2000-2001
- Maggior numero di sconfitte: 13 in Serie C2 2000-2001, in Serie C2 2006-2007 e in Serie C2 2007-2008
- Minor numero di sconfitte: 6 in Serie C2 2002-2003
- Maggior numero di pareggi: 16 in Serie C2 2003-2004
- Minor numero di pareggi: 6 in Lega Pro Prima Divisione 2010-2011
- Maggior numero di gol fatti: 48 in Lega Pro Prima Divisione 2010-2011
- Minor numero di gol fatti: 26 in Serie C2 1999-2000
- Maggior numero di gol subiti: 37 in Serie C2 2006-2007 e in Serie C2 2007-2008
- Minor numero di gol subiti: 24 in Serie C2 2002-2003
- Miglior differenza reti: +17 in Lega Pro Prima Divisione 2010-2011
- Peggior differenza reti: -10 in Serie C2 1999-2000

Oltre a questi a 18 squadre, gli altri campionati professionistici con i 3 punti per vittoria che il Gubbio ha disputato sono stati a 16 squadre nel 2012-2013, a 17 squadre nel 2013-2014, a 20 squadre nel 2004-2005 e dal 2014-2015 in poi e a 22 squadre nel 2011-2012.

### Statistiche dei campionati dilettantistici
Nei 54 campionati dilettantistici disputati (di cui 23 interregionali e 31 regionali) il Gubbio ha ottenuto: 9 vittorie del campionato (di cui 1 tramite spareggio nel 1986-1987), 12 promozioni (di cui 1 tramite spareggio nel 1986-1987, e 2 per ampliamento organici nel 1930-1931 e 1937-1938) e 6 retrocessioni (di cui 1 dopo uno spareggio nel 1960-1961 e 1 a causa di un tesseramento nel 1935-1936). In una sola occasione ha partecipato ai play-off finali nel 1930-1931 che perse sul campo ma venne ugualmente promosso per ampliamento organici, mentre in tutta la sua storia non ha mai partecipato ai play-out finali per la salvezza. In 6 occasioni invece sono stati necessari gli spareggi di cui 5 per la promozione (nel 1955-1956, 1966-1967, 1967-1968, 1985-1986 e 1986-1987) e uno soltanto per non retrocedere (nel 1960-1961); in questi spareggi solo nel 1986-1987 venne raggiunto l'obiettivo mentre nel 1967-1968 venne vinto ma successivamente annullato. Va ricordato infine che lo spareggio perso nel 1985-1986 fu a 3 squadre, e che quello disputato nel 1966-1967 fu perso alla monetina.
Campionati con 3 punti per vittoria (cioè dal 1995-96 al 1997-98):
Mancano i risultati nel Campionato Nazionale Dilettanti 1995-1996
- Miglior vittoria: Gubbio-Magione 6-0 in Eccellenza Umbria 1996-1997[4]
- Peggior sconfitta: Nestor-Gubbio 3-1 in Eccellenza Umbria 1996-1997[4]
- Miglior vittoria fuori casa: San Secondo-Gubbio 1-4 in Eccellenza Umbria 1996-1997[4]
- Peggior sconfitta in casa: nessuna sconfitta in casa[4]
- Partita con più gol: Gubbio-Ortana 4-3 in Eccellenza Umbria 1996-1997[4]
- Miglior serie di vittorie consecutive: 5 in Eccellenza Umbria 1996-1997 (da San Secondo-Gubbio 1-4, a Gubbio-Ortana 4-3)[4], e 5 nel Campionato Nazionale Dilettanti 1997-1998 (da Gubbio-Venturina 2-0, a Gubbio-Città di Castello 2-0)[4]
- Miglior serie di gare utili consecutive: 14 in Eccellenza Umbria 1996-1997 (da Gubbio-Deruta 2-0, a Gubbio-Cesi 3-0)[4]
- Peggior serie di partite senza vittorie consecutive: 5 nel Campionato Nazionale Dilettanti 1997-1998 (da Narnese-Gubbio 0-0, a Grassina-Gubbio 1-0)[4]
- Peggior serie di sconfitte consecutive: 1[4]

Campionati a 18 squadre con 3 punti per vittoria (cioè nel 1995-1996, nel 1997-1998 e nel 2015-2016):
- Miglior punteggio: 74 punti in Serie D 2015-2016
- Peggior punteggio: 22 punti in Campionato Nazionale Dilettanti 1995-1996
- Miglior posizionamento in classifica: 1º in Campionato Nazionale Dilettanti 1997-1998, e Serie D 2015-2016
- Peggior posizionamento in classifica: 18º in Campionato Nazionale Dilettanti 1995-1996
- Maggior numero di vittorie: 23 in Campionato Nazionale Dilettanti 1997-1998
- Minor numero di vittorie: 3 in Campionato Nazionale Dilettanti 1995-1996
- Maggior numero di sconfitte: 18 in Campionato Nazionale Dilettanti 1995-1996
- Minor numero di sconfitte: 3 in Campionato Nazionale Dilettanti 1997-1998
- Maggior numero di pareggi: 13 in Campionato Nazionale Dilettanti 1995-1996
- Minor numero di pareggi: 5 in Serie D 2015-2016
- Maggior numero di gol fatti: 54 in Serie D 2015-2016
- Minor numero di gol fatti: 17 in Campionato Nazionale Dilettanti 1995-1996
- Maggior numero di gol subiti: 47 in Campionato Nazionale Dilettanti 1995-1996
- Minor numero di gol subiti: 19 in Campionato Nazionale Dilettanti 1997-1998
- Miglior differenza reti: +34 in Campionato Nazionale Dilettanti 1997-1998
- Peggior differenza reti: -30 in Campionato Nazionale Dilettanti 1995-1996

Oltre a questi a 18 squadre, l'unico altro campionato dilettantistico con i 3 punti per vittoria che il Gubbio ha disputato è stato a 16 squadre nel 1996-1997.

### Riepilogo delle coppe professionistiche
Il Gubbio ha partecipato a 34 edizioni di coppe professionistiche, tutte a livello nazionale. In nessuna edizione ha ottenuto la vittoria, ottenendo i seguenti risultati:
| Coppa Italia - Coppa Italia 1938-1939 Qualificazioni: Gubbio-Jesi 0-5 - Coppa Italia 1939-1940 Qualificazioni: Foligno-Gubbio 3-1 - Coppa Italia 1940-1941 Qualificazioni: Vis Pesaro-Gubbio 7-1 - Coppa Italia 2010-2011 I° turno: Cavese-Gubbio 0-2 II° turno: Grosseto-Gubbio 5-0 - Coppa Italia 2011-2012 II° turno: Gubbio-Benevento 2-2 (5-4 dcr) III° turno: Atalanta-Gubbio 3-4 IV° turno: Cesena-Gubbio 3-0 - Coppa Italia 2012-2013 I° turno: Gubbio-Pontisola 4-5 (dts) - Coppa Italia 2013-2014 I° turno: Gubbio-Savoia 3-0 II° turno: Juve Stabia-Gubbio 3-0 - Coppa Italia 2017-2018 Iº turno: Gubbio-Monterosi Tuscia 1-0 IIº turno: Perugia-Gubbio 2-1 | Supercoppa di Lega di Prima Divisione - Supercoppa di Lega di Prima Divisione 2011 Andata: Gubbio-Nocerina 1-1 Ritorno: Nocerina-Gubbio 1-0 | Coppa Italia serie C / Lega Pro - Coppa Italia Serie C 1987-1988 Gir. M: qualificato Sedicesimi andata: Gubbio-Perugia 0-0 Sedicesimi ritorno: Perugia-Gubbio 2-1 - Coppa Italia Serie C 1988-1989 Gir. M: eliminato - Coppa Italia Serie C 1989-1990 Gir. ?: Verdetto ed alcuni risultati nel girone, ed altri eventuali risultati successivi non disponibili - Coppa Italia Serie C 1990-1991 Gir. H: eliminato - Coppa Italia Serie C 1991-1992 Gir. I: eliminato - Coppa Italia Serie C 1998-1999 Gir. I: eliminato - Coppa Italia Serie C 1999-2000 Gir. L: eliminato - Coppa Italia Serie C 2000-2001 Gir. L: qualificato Sedicesimi andata: Gubbio-Lucchese 1-3 Sedicesimi ritorno: Lucchese-Gubbio 1-1 - Coppa Italia Serie C 2001-2002 Gir. I: eliminato - Coppa Italia Serie C 2002-2003 Gir. L: eliminato - Coppa Italia Serie C 2003-2004 Gir. L: eliminato - Coppa Italia Serie C 2004-2005 Gir. L: eliminato - Coppa Italia Serie C 2005-2006 Gir. E: eliminato - Coppa Italia Serie C 2006-2007 Gir. G: eliminato - Coppa Italia Serie C 2007-2008 Gir. M: eliminato - Coppa Italia Lega Pro 2008-2009 Gir. H: qualificato I° turno: Perugia-Gubbio 5-3 - Coppa Italia Lega Pro 2009-2010 Gir. G: qualificato I° turno: Ternana-Gubbio 0-1 II° turno: Cisco Roma-Gubbio 1-1 (1-2 dts) III° turno Gir. B: Perugia-Gubbio 1-1 III° turno Gir. B: Gubbio-Benevento 1-0 Semifinale andata: Gubbio-Cosenza 2-1 Semifinale ritorno: Cosenza-Gubbio 2-0 - Coppa Italia Lega Pro 2010-2011 I° turno: Lucchese-Gubbio 2-0 - Coppa Italia Lega Pro 2012-2013 I° turno: Chieti-Gubbio 1-4 II° turno: Gubbio-Aprilia 0-2 - Coppa Italia Lega Pro 2013-2014 I° turno: Gubbio-Santarcangelo 0-1 - Coppa Italia Lega Pro 2014-2015 Gir. G: eliminato - Coppa Italia Lega Pro 2016-2017 Gir. E: eliminato - Coppa Italia Serie C 2017-2018 Iº turno: Gubbio-Sambenedettese 1-3 - Coppa Italia Serie C 2018-2019 Gir. F: eliminato - Coppa Italia Serie C 2019-2020 Gir. G: eliminato |

### Riepilogo delle coppe dilettantistiche
Il Gubbio ha partecipato a 31 edizioni di coppe dilettantistiche, di cui 29 nazionali, una del centro Italia e una regionale, e di queste solo in quella regionale ha ottenuto la vittoria della Coppa Umbria Eccellenza 1996-1997. I risultati ottenuti sono i seguenti:
| Poule Scudetto - Fase finale interregionale 1958 Sedicesimi andata: Gubbio-Larderello 1-1 Sedicesimi ritorno: Larderello-Gubbio 2-1 - Poule Scudetto 1998 Turno preliminare: Faenza-Gubbio 0-1 Turno preliminare: Gubbio-L'Aquila 1-2 - Poule Scudetto 2016 Turno preliminare: Gubbio-Parma 2-1 Turno preliminare: Sambenedettese-Gubbio 0-1 Semifinale: Piacenza-Gubbio 2-1 | Coppa Italia Serie D - Coppa Italia Serie D 2015-2016 Turno preliminare: Città di Castello-Gubbio 1-2 Primo turno: Gubbio-Sansepolcro 2-0 Trentaduesimi di finale: Fano-Gubbio 1-4 Sedicesimi di finale: Gubbio-Matelica 0-1 | Coppa Italia Dilettanti Risultati non disponibili da 1966-1967 a 1976-1977. - Coppa Italia Dilettanti 1977-1978 Risultati precedenti non disponibili Semifinale andata: Sommacampagna-Gubbio 1-0 Semifinale andata: Gubbio-Sommacampagna 1-0 (3-4 dcr) Risultati non disponibili da 1978-1979 a 1986-1987. - Coppa Italia Dilettanti (Fase C.N.D.) 1992-1993 Fase eliminatoria: eliminato, risultati non disponibili - Coppa Italia Dilettanti (Fase C.N.D.) 1993-1994 Risultati precedenti non disponibili (nessun incontro con la Ternana) Triangolare Semifinale: Gubbio-Capriolese 1-1 Triangolare Semifinale: Varese-Gubbio 0-0 - Coppa Italia Dilettanti (Fase C.N.D.) 1994-1995 Eliminato prima dei Quarti di finale, risultati non disponibili (nessun incontro con la Ternana) - Coppa Italia Dilettanti (Fase C.N.D.) 1995-1996 Triangolare I° turno: Sansepolcro-Gubbio 0-0 Triangolare I° turno: Gubbio-Città di Castello 1-2 - Coppa Italia Dilettanti (Fase Eccellenza) 1996-1997 I° turno Gir. D: Gubbio-San Marino 2-1 I° turno Gir. D: Forsempronese-Gubbio 1-3 Quarti andata: Chioggia Sottomarina-Gubbio 1-0 Quarti ritorno: Gubbio-Chioggia Sottomarina 4-2 Semifinale andata: Gubbio-Ivrea 2-1 Semifinale ritorno: Ivrea-Gubbio 1-0 - Coppa Italia Dilettanti (Fase C.N.D.) 1997-1998 Triangolare I° turno: Ellera-Gubbio 1-0 Triangolare I° turno: Gubbio-Pontevecchio 1-0 | Coppa Italia Dilettanti Umbria - Coppa Italia Dilettanti Umbria 1996-1997 Sedicesimi di finale andata: Valfabbrica-Gubbio 1-3 Sedicesimi di finale ritorno: Gubbio-Valfabbrica 3-0 Ottavi di finale andata: Lama-Gubbio 2-3 Ottavi di finale ritorno: Gubbio-Lama 4-1 Quarti di finale andata: Torgiano-Gubbio 0-0 Quarti di finale ritorno: Gubbio-Torgiano 4-0 Semifinale andata: Ripa-Gubbio 1-2 Semifine ritorno: Gubbio-Ripa 2-0 Finale: Gubbio-Cesi 2-1 | Coppa Italia Centrale - Coppa dell'Italia Centrale 1937-1938 Risultati non disponibili (nessun incontro con la Ternana) Le altre squadre partecipanti: Anconitana Bianchi, Ascoli, Assisi, Borzacchini, Chieti, Dalmazia di Zara, Fabriano, Aeronautica Umbra S.A. Foligno, Giulianova, SCAT Gualdo, L'Aquila, Lanciano, Narni, Perugia, Pescara, Simaz Popoli, Roseto, Sambenedettese, Spoleto, Sulmona, Interamnia Teramo, Tiferno. |

## Statistiche individuali

### Lista dei capitani
| Calciatore            | Ruolo | Stagioni al club      | Stagioni da capitano | Presenze | Reti |
| --------------------- | ----- | --------------------- | -------------------- | -------- | ---- |
| …                     |       |                       |                      |          |      |
| Roberto Camborata     | A     | 1984-1987             | 1985-1987 (2)        | 89       | 41   |
| Massimo Cacciatori    | P     | 1987-1989             | 1987-1989 (2)        | 76       | 0    |
| …                     |       |                       |                      |          |      |
| Alessandro Giacometti | D     | 1993-2007             | 1997-2007 (10)       | 377+     | 9+   |
| Alessandro Sandreani  | C     | 2002-2013             | 2007-2013 (6)        | 324      | 16   |
| Rodrigue Boisfer      | C     | 2009-2014             | 2013-2014 (1)        | 135      | 7    |
| Massimo Loviso        | C     | 2014-2015             | 2014-2015 (1)        | 37       | 12   |
| Alfredo Romano        | C     | 2015-2017             | 2015-2017 (2)        | 52       | 5    |
| Ettore Marchi         | A     | 2003-2006 e 2017-2019 | 2017-2019 (2)        | 119      | 30   |
| Matteo Piccinni       | D     | 2017-2019             | 2019 (1)             | 67       | 0    |
| Nicola Malaccari      | C     | 2012-2014 e 2017-     | 2019- (1)            | 98       | 5    |

Dati aggiornati al 24 ottobre 2019.
Statistiche aggiornate al 19 maggio 2013
| Record di presenze - 1°: 377 Alessandro Giacometti (1994-2007) - 2°: ? Gianni Francioni (1975-1987) | Record di reti - 1°: 65 Marcello Cagnazzo (1963-1965) - 2°: 58 Toni Ferrari (1967-1974) - 3°: 45 Francesco Luciani (1979, 1981-1984) - 4°: 43 Roberto Camborata (1984-1986) | Capocannonieri Disponibili solo alcune classifiche marcatori dal 2001-2002 - 14 Alessandro Corallo (2007-2008) - 20 Alessandro Marotta (2009-2010) |